# Saint-Félix-d'Otis
Saint-Félix-d'Otis è un comune del Canada, situato nella provincia del Québec, nella regione di Saguenay-Lac-Saint-Jean.